# Dinosaurios con plumas

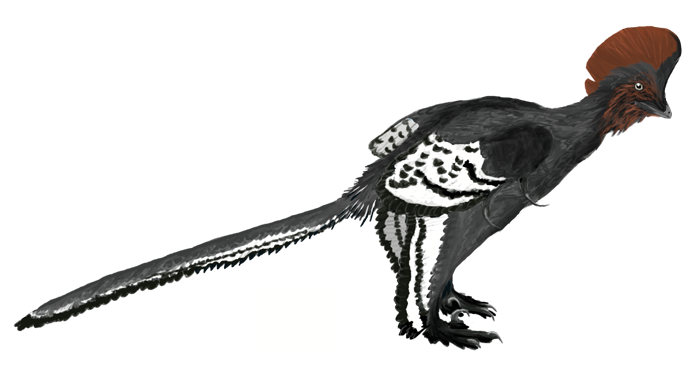
Impresión artística de Anchiornis ilustrando el arreglo y el color de la pluma.

Los dinosaurios con plumas se consideran formas de transición entre dinosaurios clásicos y aves. Era ya conocido que las aves antiguas como Archaeopteryx tenían muchas características de reptil, como dientes, y garras en sus dedos, y muchos años antes se había teorizado que los pájaros descendían de dinosaurios terópodos. A finales de los años 1990, los descubrimientos de dinosaurios con plumas en China proporcionaron la prueba concluyente de la conexión, aunque los detalles genealógicos todavía estén siendo dilucidados.
Se ha demostrado de muchas formas la relación de descendencia entre aves y dinosaurios, ya que su similitud morfológica en cuanto al cráneo, la cadera, las patas y las extremidades superiores es muy notable. Las aves son claramente monofiléticas y sus primeros representantes se encuentran en el Jurásico (Protoavis, un taxón controvertido de finales del Triásico, es considerado no aviar por la mayoría de los paleontólogos).
En 2017, Baron, Norman y Barrett propusieron que las plumas o las estructuras similares a estas pueden haberse originado en el ancestro común de los Ornithoscelida, un grupo de dinosaurios que incluiría tanto a los terópodos como a los ornitisquios, los dos únicos clados de dinosaurios en los cuales se ha observado la presencia de plumas. Es incluso posible que las plumas se hubieran desarrollado en algún grupo anterior, a la luz del descubrimiento de las picnofibras de los pterosaurios. Los crocodilianos también poseen una beta-queratina muy similar a las de las aves, lo cual sugiere que su integumento evolucionó a partir de genes ancestrales comunes.

## Géneros de dinosaurios con plumas
Desde 1996 hasta hoy se han descrito más de treinta géneros de dinosaurios no aviares con plumas o protoplumas preservadas en sus fósiles:
1. Avimimus* (inferido en 1987)[3][4]
2. Sinosauropteryx (1996)[5]
3. Protarchaeopteryx (1997)[6]
4. Caudipteryx (1998)[7]
5. Rahonavis* (1998)[8]
6. Shuvuuia* (1999)[9]
7. Sinornithosaurus (1999)[10]
8. Beipiaosaurus (1999)[11]
9. Microraptor (2000)[12]
10. Nomingia* (2000)[13]
11. Cryptovolans (2002)[14]
12. Scansoriopteryx (2002)[15]
13. Epidendrosaurus (2002)[16]
14. Psittacosaurus sp.? (2002)[17]
15. Yixianosaurus (2003)[18]
16. Dilong (2004)[19]
17. Pedopenna (2005)[20]
18. Jinfengopteryx (2005)[21][22]
19. Juravenator (2006)[23][24]
20. Sinocalliopteryx (2007)[25]
21. Velociraptor* (inferido en 2007: protuberancias de cañones de plumas)[26]
22. Epidexipteryx (2008)[27]
23. Similicaudipteryx (inferido en 2008: pigóstilo; confirmado en 2010)[28][29]
24. Anchiornis (2009)[30]
25. ¿Tianyulong? (2009)[31]
26. Concavenator corcovatus? (inferido en 2010)[32]
27. Yutyrannus (2012)[33]
28. Sciurumimus (2012)[34]
29. Ornithomimus (2012)[35]
30. Ningyuansaurus (2012)[36]
31. Eosinopteryx (2013)[37]
32. Citipati (inferido en 2013: pigóstilo)[38]
33. Conchoraptor (infererido en 2013: pigóstilo)[38]
34. Jianchangosaurus (2013)[39]
35. Aurornis (2013; posible avial)[40]
36. Changyuraptor (2014)[41]
37. ¿Kulindadromeus? (2014)[42]
38. Citipati (inferido 2014: pigóstilo)[43]
39. Conchoraptor (inferido 2014: pigóstilo)[38]
40. Deinocheirus (inferido en 2014: pigóstilo)[44]
41. Yi qi (2015)[45]
42. Zhenyuanlong (2015)[46]
43. Dakotaraptor (inferido en 2015: protuberancias de cañones de plumas)[47]
44. Apatoraptor (inferido en 2016: protuberancias de cañones de plumas)[48]
45. Jianianhualong tengi (2017)[49][50]
46. Serikornis sungei (2017)[51]
47. Caihong (2018)[52]

- Nótese que las estructuras filamentosas halladas en algunos dinosaurios ornitisquios (Psittacosaurus, Tianyulong, Kulindadromeus) y los pterosaurios pueden o no ser homólogas con las plumas y protoplumas de los terópodos.[31][53]

## Plumas

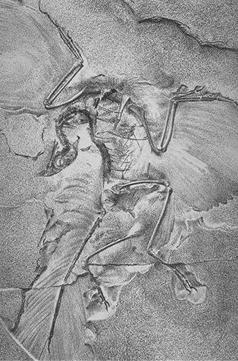
Fósil del Archaeopteryx en Berlín.

Archaeopteryx, el primer dinosaurio con plumas o protoave encontrado fue descubierto en 1861. El espécimen original fue encontrado en las calizas de Solnhofen en Alemania meridional, una destacable y poco común formación geológica conocida por sus extraordinariamente bien conservados fósiles. Archaeopteryx es una forma transicional con características claramente atribuibles a reptiles y a aves por igual. Hallado dos años después de la publicación de El origen de las especies de Charles Darwin, su descubrimiento y probable rol de "eslabón perdido" catapultó el debate entre evolucionistas y creacionistas. Esta ave primitiva es tan similar a un dinosaurio típico que —cuando las plumas no se preservaban en las improntas fósiles— sus ejemplares fueron confundidos con individuos del género Compsognathus.
Desde los años 1990 se ha encontrado un número creciente de dinosaurios con plumas, lo cual proveyó evidencia adicional de la cercana relación entre dinosaurios y aves. Los fósiles involucrados presentan rasgos de aves, incluyendo plumas que no son exactamente como las de las aves actuales, sino que reúnen algunas similitudes intermedias entre el pelo y el plumón, útiles para cubrirse del frío. Este tipo de pluma, más conocida como "protopluma", se considera precursora del tipo que las aves modernas poseen. Entre los dinosaurios con plumas descubiertos hasta ahora están Beipiaosaurus, Caudipteryx, Dilong, Microraptor, Protarchaeopteryx, Shuvuuia, Sinornithosaurus, Sinosauropteryx y Jinfengopteryx. Yutyrannus, descubierto en 2012, es el dinosaurio más grande que se conoce hasta ahora cubierto de protoplumas.
En los dromeosáuridos en particular parece generalizado la cubierta de plumas, y poseían plumas de notable complejidad. Y al menos un integrante de esta familia, Microraptor, podría haber sido capaz de planear.
La mayoría de estos especímenes con plumas han sido exhumados en la provincia de Liaoning en el noreste de China, que fue parte de un continente aislado durante el Cretáceo. A pesar de que rastros de plumas han sido encontrados solo en la formación Yixian y otros pocos sitios, es probable que dinosaurios en otras partes del mundo también hayan estado cubiertos por plumas.
La falta de evidencia fósil a escala planetaria de plumaje puede deberse al hecho de que las estructuras delicadas como piel, pelo y plumas no son preservadas por las usuales condiciones de fosilización, necesitando condiciones especiales del sustrato para ser conservado, lo que dificulta su presencia en el registro fósil.

## Esqueleto

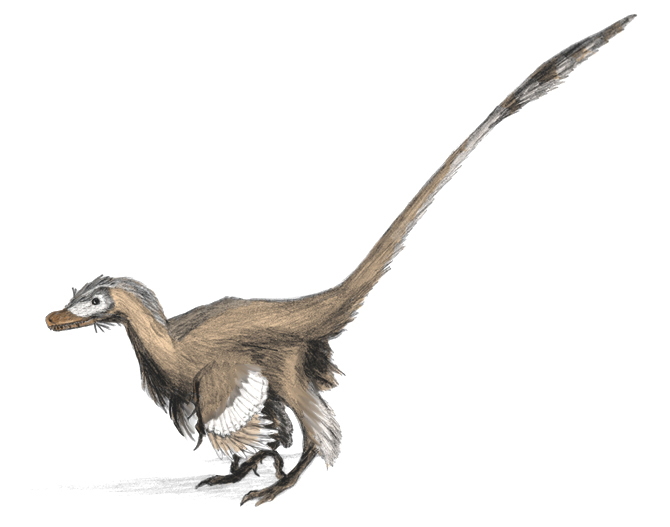
Recreación de Velociraptor mongoliensis.

Los dinosaurios y las aves comparten muchas características: se han identificado más de cien aspectos anatómicos aviares en los esqueletos de los terópodos maniraptores , y son aceptados ampliamente como sus predecesores y parientes más cercanos. Algunos de estos rasgos en común se presentan en el cuello, pubis, muñeca, extremidades superiores, omóplato, cerco y huesos pectorales. En especial la fúrcula, hueso resultante de fusionar ambas clavículas, único en terópodos y aves 
.
Todo esto afirma la idea de que los dinosaurios fueron efectivamente los antepasados de las aves, a cuya forma convergieron en un largo proceso de adaptaciones anatómicas y fisiológicas. La relación entre aves y dinosaurios y el proceso de evolución de su vuelo es algo complejo, y todavía se discute si se produjo por medio de dinosaurios arborícolas planeadores o por rápidos corredores que emprenderían el vuelo en los cambios de rasante del terreno. 
En un principio la creencia generalizada entre los científicos es que los dinosaurios han dado origen a las aves en una progresión lineal directa; pero algunos científicos, como Gregory S. Paul, han presentado la hipótesis de que algún grupo, como los dromaeosáuridos, pudieron haber evolucionado en el sentido inverso, a partir de las aves, perdiendo la habilidad de volar pero manteniendo sus plumas de manera similar a las actuales avestruces.

## Similitudes reproductivas

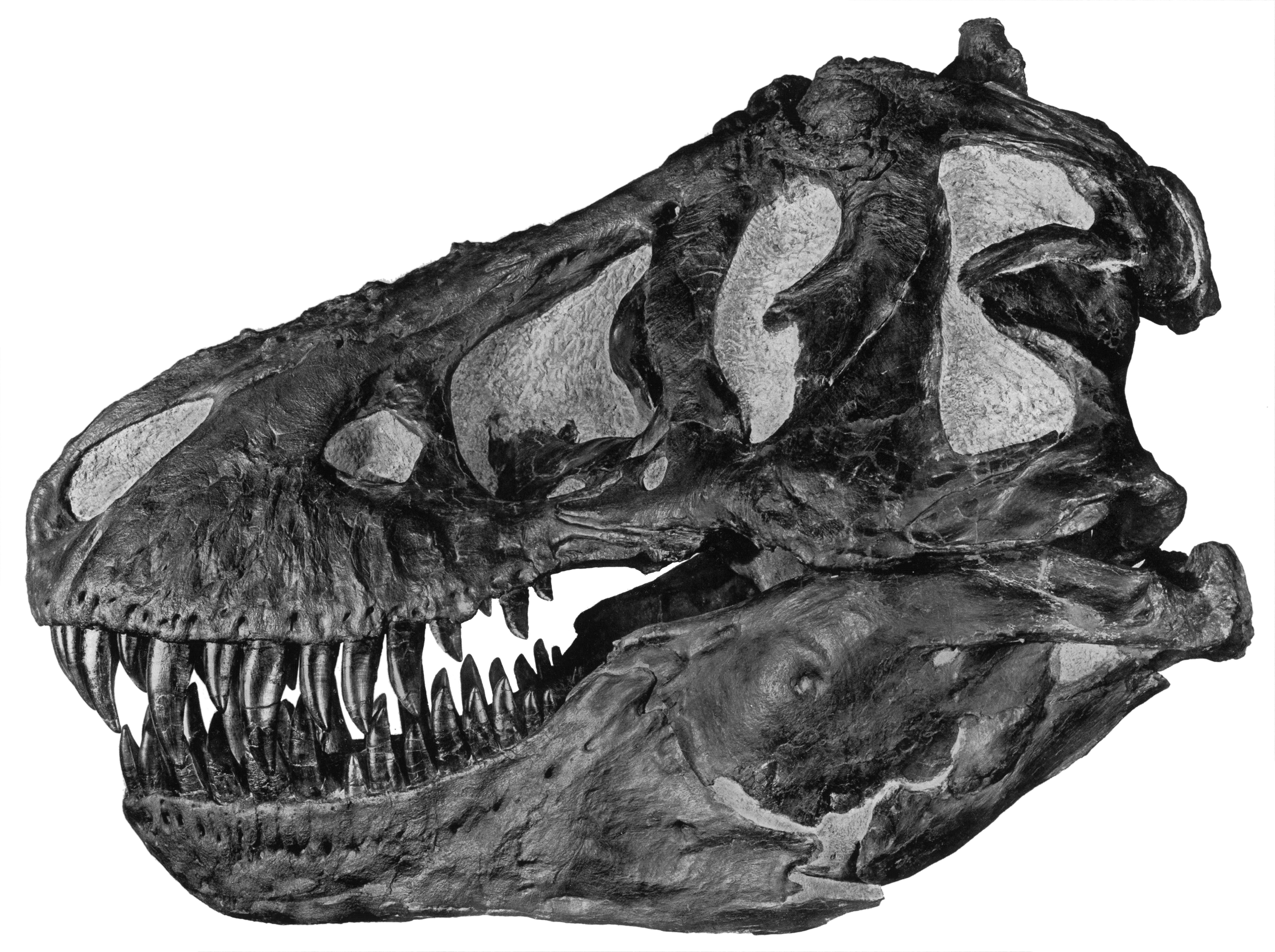
Perfil del cráneo de Tyrannosaurus (AMNH 5027).

Un reciente descubrimiento efectuado en un esqueleto de Tyrannosaurus rex suministró pruebas adicionales de que los dinosaurios y las aves evolucionaron a partir de un ancestro común relativamente próximo y, por primera vez, permitió a los paleontólogos establecer el sexo de un dinosaurio. Cuando depositan sus huevos, las aves hembras desarrollan un tipo especial de tejido óseo en sus extremidades, llamado hueso medular, rico en calcio, que forma una capa dentro del hueso duro exterior, y que sirve para formar la cáscara del huevo. La presencia de esta clase de tejido óseo en el tuétano de porciones de los restos de las patas traseras del Tyrannosaurus sugiere que este animal usó estrategias reproductivas similares.

## Pulmones
Los grandes dinosaurios carnívoros tuvieron un sistema de sacos de aire similar al que se encuentra en las aves modernas, de acuerdo a una investigación dirigida por Patrick O'Connor, de la Universidad de Ohio. Los pulmones de los terópodos probablemente empujaban aire hacia sacos vacíos en sus esqueletos, como en el caso de las aves. "Lo que una vez fue formalmente considerado exclusivo de las aves estuvo presente de alguna forma en sus ancestros", declaró O'Connor. El estudio fue parcialmente financiado por la Fundación Nacional para la Ciencia estadounidense.

## El corazón y la postura durante el sueño
Análisis de cavidades pectorales de dinosaurios hechas con tomografía computarizada en 2000 revelaron aparentes remanentes de complejos corazones de cuatro cavidades, parecidos a los que hoy tienen los mamíferos y las aves. Un fósil de Troodon recientemente descubierto demuestra que los dinosaurios durmieron como ciertas aves actuales, con sus cabezas escondidas bajo los brazos, postura que ayuda a conservar el calor craneal. Este comportamiento pudo haber ayudado a mantener la cabeza caliente.

## Gastrolitos
Otra similitud entre los dinosaurios y las aves es la ingestión de piedras con fines digestivos, que son tragadas por estos animales y ayudan a triturar las fibras resistentes de la comida cuando entran al estómago. Encontradas en asociación con fósiles, estas rocas son denominadas gastrolitos. 
Debido a que piedras identificables como pertenecientes a cierta formación geológica pueden haber sido engullidas en un lugar y trasladadas dentro del animal en sus desplazamientos, los paleontólogos a veces las usan para establecer posibles rutas de migración.

## Taxonomía
```
Coelurosauria

  ├─
Tugulusaurus
 (recubrimiento desconocido)
  │
  └───
Tyrannosauroidea
 
    │    ├──?
Dilong paradoxus
 (impresiones de protoplumas)

    │    ├───
Yutyrannus
 (impresiones de protoplumas)
    │    └───
Tyrannosaurus
 (impresiones de escamas, probable pérdida secundaria de las protoplumas)
    │
    ├─
Compsognathidae

    │                ├─?
Sinosauropteryx
 (impresiones de protoplumas)

    │                ├─
Juravenator
 (impresiones de escamas, posible pérdida parcial o completa de las protoplumas)
    │                └─
Compsognathus
 (recubrimiento desconocido)
    │
    └─
Maniraptoriformes

         ├─
Ornithomimosauria

         │               └─
Ornithomimus
 (impresiones de plumas complejas)

         ├─
Alvarezsauridae
 
         │            └───
Shuvuuia
 (plumas con cañón central y barbas; impresiones conservadas en 3 dimensiones)

         │
         └───
Maniraptora

              ├─
Yixianosaurus
 (impresiones de plumas complejas)

              │
              ├─
Oviraptorosauria
 
              │    ├─
Protarchaeopteryx
 (impresiones de plumas complejas)

              │    ├─
Caudipteryx
 (impresiones de plumas complejas)

              │    └─
Oviraptoridae
 (indicios en el esqueleto de presencia de plumas)
              │         
              │          
              │    
              ├─
Therizinosauria

              │            └─
Beipiaosaurus
 (impresiones de protoplumas)

              │
              └───
Paraves

                    ├─
Pedopenna
 (impresiones de plumas complejas)

                    │
                    ├─
Deinonychosauria
 
                    │          ├─
Troodontidae

                    │          │      └─
Jinfengopteryx
 (impresiones de plumas complejas)

                    │          │
                    │          └─
Dromaeosauridae

                    │               ├─
Rahonavis
 (esqueleto con indicios de plumas y adaptaciones anatómicas al vuelo)
                    │               ├─
Cryptovolans
 (impresiones de plumas complejas)

                    │               ├─
Microraptor
 (impresiones de plumas complejas. Alas con plumas asimétricas)

                    │               ├─
Sinornithosaurus
 (impresiones de protoplumas y plumas)

                    │               └───
Velociraptor
 (pruebas osteológicas de la presencia de plumas)
                    │
                    ├─
Epidendrosaurus
 (impresiones de plumas complejas)

                    │
                    └───
Aves
 (plumas complejas. Alas con plumas asimétricas)
```